# روزلین (نیویورک)
روزلین (به انگلیسی: Roslyn) یک روستا در ایالات متحده آمریکا است که در نیویورک واقع شده‌است. روزلین ۲٬۷۷۰ نفر جمعیت دارد و ۳۰۰ متر بالاتر از سطح دریا واقع شده‌است.